# Phyllomyias
Phyllomyias és un gènere d'ocells de la família dels tirànids (Tyrannidae). Agrupa espècies natives de l'Amèrica tropical (Neotròpic), on es distribueixen des de Costa Rica, per l'est d'Amèrica Central, del Sud, fins al nord de l'Argentina.

## Descripció
Aquest gènere és un grup de petits i foscos tirànids, mesurant entre 10 i 12 cm de longitud, de bec curt, localitzats en boscos humits i montans; la majoria de les espècies presenta destacades barres a les ales, més apagades en alguns, i, sovint, patrons facials diferents. Generalment, no mantenen la cua aixecada, encara que algunes espècies ocasionalment aixequen les ales.

## Taxonomia i etimologia
El gènere Phyllomyias va ser introduït el 1860 pels ornitòlegs alemanys Jean Cabanis i Ferdinand Heine. El nom del gènere combina el grec antic «φυλλον (phullon)» que significa “fulla” amb el llatí modern «myias» que significa “picamosques”. L'espècie tipus va ser designada posteriorment el 1888 per Philip Sclater com a Platyrhynchus brevirostris (Spix), ara una subespècie del tiranet olivaci.
Els estudis de Fitzpatrick (2004) suggereixen que aquest gènere és polifilètic. Les espècies Phyllomyias fasciatus, P. griseiceps, P. griseocapilla i P. weedeni no serien parents propers de la resta de les espècies el que forçaria, en el cas d'una separació, a la resurrecció de gèneres a les quals ja van pertànyer en el passat.
Els amplis estudis geneticomoleculars realitzats per Tello et al. (2009) van descobrir una quantitat de relacions noves dins de la família Tyrannidae que encara no estan reflectides en la majoria de les classificacions. Seguint aquests estudis, Ohlson et al. (2013) van proposar dividir Tyrannidae en 5 famílies. Segons l'ordenament proposat, les espècies que actualment són a Phyllomyias roman a Tyrannidae, en una subfamília Elaeniinae, Cabanis & Heine,(1859-60). El grup format per fasciatus, griceps, griseicapilla i weedeni en una tribu Elaeniini Cabanis & Heine (1859-60), amb Elaenia, Tyrannulus, Myiopagis, Suiriri, Capsiempis, Nesotriccus, Pseudelaenia, Pseudocolopteryx i Serpophaga. I la resta de les espècies (separades en gèneres ressuscitats Tyranniscus i Acrochordopus) en una tribu Euscarthmini Ihering (1904), al costat de Zimmerius, Inezia, Euscarthmus, Ornithion, Stigmatura, Camptostoma i Mecocerculy (excloent-hi Mecocerculus leucophrys).
La anteriorment espècie Phyllomyias zeledoni (actualment Acrochordopus zeledoni)  d'àmplia distribució des de Costa Rica fins al sud-est del Perú, va ser tractada per molts autors i classificacions com el grup politípic de subespècies P. burmeisteri zeledoni, i com a espècie plena per altres, com Ridgely & Greenfield (2001). Actualment, és reconeguda com a espècie separada per la majoria dels autors, amb base en diferències morfològiques, vocals i genètiques comprovades en diversos estudis.
Phyllomyias weedeni és una nova espècie descrita el 2008, endèmica dels Andes bolivians i peruans adjacents.
Així doncs, segons la Classificació del Congrés Ornitològic Internacional (versió 14.2, 2024) actualment aquest gènere està format per 9 espècies:
- Phyllomyias virescens - tiranet verdós.
- Phyllomyias reiseri - tiranet de Reiser.
- Phyllomyias urichi - tiranet d'Urich.
- Phyllomyias sclateri - tiranet de Sclater.
- Phyllomyias weedeni - tiranet dels iungues.
- Phyllomyias fasciatus - tiranet olivaci.
- Phyllomyias griseiceps - tiranet nan.
- Phyllomyias plumbeiceps - tiranet de coroneta grisa.
- Phyllomyias griseocapilla - tiranet de capell gris.